# Yayan Ruhian
Yayan Ruhian (Tasikmalaya, 19 ottobre 1968) è un artista marziale e attore indonesiano.

## Filmografia

### Cinema
- Merantau, regia di Gareth Evans (2009)
- The Raid - Redenzione (Serbuan Maut), regia di Gareth Evans (2011)
- The Raid 2: Berandal (Serbuan Maut 2: Berandal), regia di Gareth Evans (2014)
- Yakuza Apocalypse (極道大戦争?, Gokudō daisensō), regia di Takashi Miike (2015)
- Comic 8: Casino Kings part 1, regia di Anggy Umbara (2015)
- Gangster, regia di Fajar Nugros (2015)
- Star Wars: Il risveglio della Forza (Star Wars: The Force Awakens), regia di J. J. Abrams (2015)
- Pre Vis Action, regia di Gareth Evans - cortometraggio (2016)
- Comic 8: Casino Kings part 2, regia di Anggy Umbara (2016)
- Iseng, regia di Adrian Tang (2016)
- Satria Heroes: Revenge of the Darkness, regia di Kenzô Maihara e Amandha Wyanto (2017)
- Beyond Skyline, regia di Liam O'Donnell (2017)
- Wiro Sableng 212, regia di Angga Dwimas Sasongko (2018)
- John Wick 3 - Parabellum (John Wick: Chapter 3 - Parabellum), regia di Chad Stahelski (2019)
- Hit & Run, regia di Ody C. Harahap (2019)
- Wira, regia di Adrian Teh (2019)
- All Because of You, regia di Adrian Teh (2020)
- Skylines, regia di Liam O'Donnell (2020)
- Tarung Sarung, regia di Archie Hekagery (2020)
- Gas Kuy, regia di Derby Romero (2021)
- Boy Kills World, regia di Moritz Mohr (2023)
- The Shadow Strays, regia di Timo Tjahjanto (2024)

### Televisione
- Strike Back, ep. 8x8 - serie TV, (2020)